# Disophrys insidiosa
Disophrys insidiosa är en stekelart som beskrevs av Henri Saussure 1892. Disophrys insidiosa ingår i släktet Disophrys och familjen bracksteklar. Inga underarter finns listade i Catalogue of Life.